# Holzwickede
Holzwickede är en kommun och ort i Kreis Unna i Regierungsbezirk Arnsberg i förbundslandet Nordrhein-Westfalen i Tyskland.